# Psinko
Psinko – jezioro rynnowe w Polsce położone w województwie pomorskim, w powiecie kościerskim, w gminie Nowa Karczma na Pojezierzu Kaszubskim, na południe od wsi Grabówko.
Ogólna powierzchnia: 13,09 ha.